# Habib Marwan
Habib Marwan es un personaje de ficción interpretado por el actor Arnold Vosloo en la serie de televisión 24. Habib es el principal villano de la cuarta temporada.

## Habib Marwan en 24

### Temporada 4
Marwan es la mente maestra tras un atentado a un tren de pasajeros a las 07:00 AM. En el atentado un dispositivo de control remoto de estaciones nucleares, el "Dobson Override" es robado.

#### La célula de Naví
Marwan aparece explícitamente por primera vez cuando Navi Araz le pide usar monitoreo de canales de emergencia para localizar a su esposa Dina, quien está ayudando a escapar al hijo de ambos. Marwan siente que Dina está comprometiendo "la operación" y que Navi debe encargarse. Cuando Dina es capturada por la UAT, ella revela que la familia es parte de una célula terrorista entre las tantas que Marwan tiene en Estados Unidos, y que Marwan es el único enlace entre todas las células.
Marwan es encontrado por la UAT en el edificio de Galaxy Financial donde está tratando de usar el Override para causar un desastre nuclear en Estados Unidos, el cual usaba como distractor el secuestro del Secretario de Defensa James Heller. El desastre es detenido por Curtis Manning y Edgar Stiles, pero Marwan escapa impersonando al oficial Solorz de la UAT. Este sería el primero de una serie de escapes que Marwan lograría en las narices de la UAT.

#### McLennan-Forster
Jack determina que Marwan trabajó para McLennan-Forster en el desarrollo del Override, bajo el alias "Harris Barnes". La empresa McLennan-Forster se niega a entregar información de Marwan puesto que ellos venden armamento y capacitación a foráneos (lo que en Estados Unidos puede ser considerado traición), y atacan a Jack Bauer.
Como resultado de esto, Marwan escapa de la UAT y, sabiendo que lo conocen ahora, decide activar una segunda facción, indicando a la Fuerza Aérea. Además llama a un tal "Joe Prado" para gestionar la salida de sus compañeros del país.

#### La célula de la Fuerza Aérea y Maletín Nuclear
Marwan activa a Mitch Anderson, expiloto de la Fuerza Aérea quien se infiltra en una base de la Fuerza Aérea para robar un caza stealth.
Mientras esto sucede, Marwan es localizado por Dina quien le lleva a Jack Bauer de prisionero en un intento de la UAT de engañarlo y atraparlo. Marwan ordena la eliminación de Dina, y procede a ofrecer a la UAT un intercambio: Jack Bauer por Behrooz, el hijo de Dina. Aunque la UAT piensa que Behrooz esconde información vital para los planes de Marwan, éste sólo quiere volver a distraer a la UAT del robo del caza.
Anderson tiene éxito en volar el caza y derribar el Air Force One, operación en la que el presidente Keeler queda incapacitado y su hijo muerto. Marwan se dirige a los escombros para recuperar el "maletín nuclear" corriendo contra Jack Bauer quien ha reclutado a dos civiles para esconder el maletín. Pero Marwan se hace de los códigos de lanzamiento y de una hoja de ruta con la cual logra interceptar un convoy en Iowa y robar un misil con cabeza nuclear.

#### La célula del misil
Marwan logra que su gente arme el misil con la ojiva nuclear y la reconfigure con las claves. En el camino, Joe Prado es capturado y Marwan da una señal a Amnistía Internacional que un hombre está siendo detenido sin cargos en la UAT; nuevamente, es un intento de entorpecer sus operaciones.
Marwan casi es capturado por Jack mientras grababa una cinta para el pueblo americano, pero logra escapar cuando el Servicio Secreto aparece y la UAT tiene que comprometer su posición.
Finalmente, Marwan logra disparar el misil pero es entregado por "Mandy", la peligrosa asesina a sueldo, a quien no le interesa el fanatismo de Marwan. Cuando la UAT llega a la Torre Globa, en Los Ángeles, para detener a Marwan, éste se enfrenta a Jack hasta que queda pendiendo de una cornisa en la cima del edificio. Antes que recibir ayuda de Jack, Marwan decide cortarle la mano a Jack para poder soltarse y suicidarse.
- Datos: Q14921546